# Multi-channel network

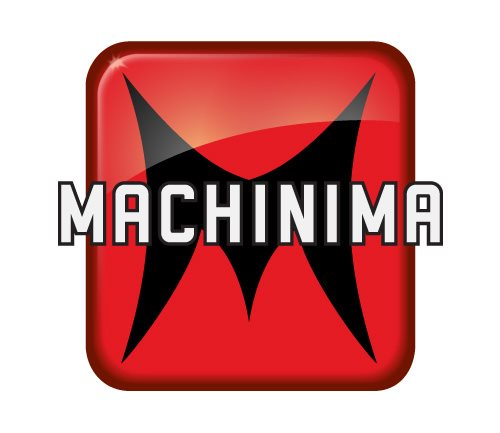
Machinima, Inc. fue la multi-channel network más grande e importante en el mundo.

Una multi-channel network (también conocida por el acrónimo MCN, cuya traducción literal es "red multicanal") es una empresa u organización que trabaja con plataformas de vídeo como YouTube para ofrecer asistencia en áreas como producción, programación, financiación, promoción cruzada, gestión, administración de derechos digitales, monetización, ventas y desarrollo de audiencia a cambio de un porcentaje de los ingresos que genera un canal.
Algunas de las más importantes a nivel mundial por volumen de negocio son BroadbandTV, Fullscreen, Disney Digital Network, Mitu, Vevo, Studio 71, Machinima, Inc. (disuelta en 2019), Defy Media o Divimove.

## Origen del nombre
El nombre multi-channel network se ha estandarizado recientemente y fue acuñado por el antiguo empleado de YouTube Jed Simmons (parece ser que a YouTube no le gustaba el concepto de "networks"). Antes de 2014 se usaron otro tipo de nombres como estudio de vídeo en línea, empresa de televisión por internet, ITC, MCN, OVS, YouTube Network o simplemente network.
Las subnetworks de las multi-channel network se conocen como SubMCNs, networks virtuales, networks propietarias, networks de distribución de contenido, SMCNs, VNs, o PNs.

## Propósito
Una multi-channel network lleva a cabo su trabajo desde el CMS de YouTube (un gestor de contenidos multi-canal que sirve, entre otras cosas, para administrar el Content ID), en el que se añade a los usuarios con los que firma un contrato de asociación. Desde el CMS, tanto los usuarios como los administradores pueden aplicar a sus vídeos las diferentes políticas de monetización, bloqueo y seguimiento. La monetización permite que los vídeos puedan obtener ingresos, el bloqueo previene la visualización y el seguimiento permite ver a los propietarios las analíticas de los vídeos subidos que violan derechos de copyright. Estas políticas se puede aplicar por países, por ejemplo en casos de contenidos licenciados geográficamente.
Las multi-channel networks han sido también descritas como soporte para "ahorrarse los dolores de cabeza que implica la búsqueda de oportunidades publicitarias en el sitio". Los anunciantes que trabajan con multi-channel networks pueden pagar por servicios como publicidad superpuesta, product placement o patrocinios de los canales, con el fin de obtener una mayor visibilidad contando con el apoyo de las celebridades de YouTube y mucha más implicación y relación con la audiencia, sobre todo si se compara con los anuncios televisivos, que a menudo se ignoran.

## Beneficios
Los beneficios y los inconvenientes de asociarse con una multi-channel network han sido discutidos por varios creadores de YouTube de alto perfil, incluidos Hank Green, Freddie Wong y el propio YouTube.
Los posibles beneficios pueden incluir:
- Acceso a herramientas de creación y publicación de vídeos.[10]
- Marcadotecnia y promoción.[11]
- Acceso a instalaciones de producción y edición.[12]
- CPM más alto.[13]
- Acceso a proyectos de medios tradicionales y celebridades.[14]
- Canciones de versiones y licencias de música de fondo sobre música con derechos de autor.[15][16][17]
- Eventos en vivo y merchandising.[18]

## Compras
Varias multi-channel networks han sido adquiridas por grandes corporaciones. 
El 24 de marzo de 2014, Maker Studios, Inc. acordó venderse a The Walt Disney Company por $500 millones, aumentando a $950 millones si se cumplían los hitos financieros. Big Frame se vendió, a través de AwesomenessTV, a DreamWorks Animation por $15 millones. En junio de 2013, RTL Group invirtió $36 millones en BroadbandTV Corp.